# Precedencja w Stanach Zjednoczonych
Kolejność precedencji w Stanach Zjednoczonych według stanu na dzień 5 maja 2017 była następująca:
1. Prezydent Stanów Zjednoczonych Donald Trump i pierwsza dama Melania Trump (jeżeli jest obecna)
2. Głowy państw i szefowie rządów/panujący monarchowie
3. Wiceprezydent Stanów Zjednoczonych Mike Pence i druga dama Karen Pence (jeżeli jest obecna)
4. Gubernator (jeżeli znajduje się w swoim stanie)
5. Burmistrz (jeżeli znajduje się w swoim mieście)
6. Spiker Izby Reprezentantów Nancy Pelosi
7. Prezes Sądu Najwyższego John Glover Roberts
8. Byli prezydenci wraz z pierwszymi damami (w kolejności zajmowania urzędu):
  1. Jimmy Carter i Rosalynn Carter (1977–1981)
  2. Bill Clinton i Hillary Rodham Clinton (1993–2001)
  3. George W. Bush i Laura Bush (2001–2009)
  4. Barack H.Obama i Michelle Obama (2009-2017)
9. Ambasador Stanów Zjednoczonych (jeżeli jest na swojej placówce)
10. Sekretarz stanu Mike Pompeo
11. Sekretarz generalny Organizacji Narodów Zjednoczonych António Guterres
12. Ambasadorowie obcych państw (w kolejności przedstawienia listów uwierzytelniających)
13. Wdowy po nieżyjących prezydentach (w kolejności zajmowania urzędu)
14. Ministrowie zagranicznych państw
15. Sędziowie Sądu Najwyższego (w kolejności objęcia urzędu):
  1. Anthony Kennedy
  2. Clarence Thomas
  3. Ruth Bader Ginsburg
  4. Stephen Breyer
  5. Samuel Alito
  6. Sonia Sotomayor
  7. Elena Kagan
  8. Neil Gorsuch
16. Byli prezesi Sądu Najwyższego (wg stanu na maj 2017 brak)
17. Byli sędziowie Sądu Najwyższego (w kolejności objęcia urzędu):
  1. John Paul Stevens
  2. Sandra Day O’Connor
  3. David Souter
18. Sekretarze gabinetowi (w kolejności stworzenia ich departamentów):
  1. Sekretarz skarbu (Jack Lew)
  2. Sekretarz obrony (Chuck Hagel)
  3. Prokurator generalny (Loretta Lynch)
  4. Sekretarz zasobów wewnętrznych (Sally Jewell)
  5. Sekretarz rolnictwa (Tom Vilsack)
  6. Sekretarz handlu (Penny Pritzker)
  7. Sekretarz pracy (Thomas Perez)
  8. Sekretarz zdrowia (Kathleen Sebelius)
  9. Sekretarz budownictwa (Shaun Donovan)
  10. Sekretarz transportu (Anthony Foxx)
  11. Sekretarz energetyki (Ernest Moniz)
  12. Sekretarz edukacji (Arne Duncan)
  13. Sekretarz ds. weteranów (Eric Shinseki)
  14. Sekretarz bezpieczeństwa krajowego (Jeh Johnson)
19. Szef personelu Białego Domu Denis McDonough
20. Dyrektor prezydenckiego Biura ds. Gospodarki i Budżetu Sylvia Mathews Burwell
21. Dyrektor kontroli narkotykowej Gil Kerlikowske
22. Reprezentant ds. handlu Michael Froman
23. Dyrektor wywiadu James Clapper
24. Ambasador przy ONZ (Samantha Power)
25. Przewodniczący pro tempore Senatu Patrick Leahy
26. Senatorowie Stanów Zjednoczonych (wedle starszeństwa zasiadania w izbie)
27. Gubernatorzy, jeżeli są poza swoim stanem (w kolejności przyjęcia do Unii)
28. Tymczasowi sekretarze departamentów
29. Byli wiceprezydenci Stanów Zjednoczonych (w kolejności zajmowania urzędu):
  1. Walter Mondale (1977–1981)
  2. Dan Quayle (1989–1993)
  3. Al Gore (1993–2001)
  4. Dick Cheney (2001–2009)
  5. Joe Biden (2009-2017)
30. Członkowie Izby Reprezentantów (wedle starszeństwa zasiadanie w izbie)
31. Pozbawieni prawa głosu delegaci w Izbie Reprezentantów
32. Gubernator Portoryko Alejandro García Padilla
33. Doradca prezydenta ds. bezpieczeństwa narodowego Susan Rice
34. Doradcy i asystenci prezydenta
35. Chargé d’affaires obcych krajów
36. Byli sekretarze stanu Stanów Zjednoczonych (w kolejności zajmowania urzędu)
37. Zastępcy sekretarzy departamentów
38. Główny prawnik rządowy Donald Verrilli Jr.
39. Szef Agencji ds. Rozwoju Międzynarodowego Rajiv Shah
40. Dyrektor Agencji ds. Kontroli Zbrojeń Ellen Tauscher
41. Podsekretarze stanu
42. Podsekretarze departamentów
43. Ambasadorowie do specjalnych poruczeń
44. Sekretarze sił zbrojnych
  1. Sekretarz sił lądowych John McHugh
  2. Sekretarz marynarki Ray Mabus
  3. Sekretarz sił powietrznych Deborah Lee James
45. Poczmistrz generalny Patrick R. Donahoe
46. Dyrektor Rezerwy Federalnej Ben Bernanke
47. Przewodniczący Rady ds. Środowiska Naturalnego Nancy Sutley
48. Przewodniczący Banku ds. Importu i Eksportu Fred Hochberg
49. Przewodniczący Federal Retirement Thrift Investment Board Andrew Saul
50. Szef Połączonych Sztabów Sił Zbrojnych gen. Joseph Dunford
51. Podsekretarze obrony
52. Zastępca szefa Połączonych Sztabów Sił Zbrojnych adm. James Winnefeld
53. Dowódcy poszczególnych rodzajów sił zbrojnych (w kolejności mianowania na to stanowisko):
  1. Komendant Piechoty Morskiej gen. James Amos
  2. Szef Sztabu Sił Lądowych gen. Raymond Odierno
  3. Szef Sztabu Marynarki Wojennej adm. Jonathan Greenert
  4. Szef Sztabu Sił Powietrznych gen. Mark Welsh
  5. Szef Biura Gwardii Narodowej gen. Frank Grass
54. Dowódca Straży Przybrzeżnej adm. Robert Papp
55. Dowódcy posiadający cztery gwiazdki generalskie bądź admiralskie
56. Generałowie Sił Zbrojnych i admirałowie Floty (pięć gwiazdek) – wg stanu na maj 2017 brak